# Dysstroma rufinrunnea
Dysstroma rufinrunnea är en fjärilsart som beskrevs av W. Warren 1900. Dysstroma rufinrunnea ingår i släktet Dysstroma och familjen mätare. Inga underarter finns listade i Catalogue of Life.